# Karl Bulla
Karl Karlovič Bulla (rusky Карл Карлович Булла, německy Carl Oswald Bulla, 26. února 1855, nebo 1853, Hlubčice, Prusko – 2. prosince 1929, ostrov Ösel) byl ruský novinářský a portrétní fotograf a „otec ruského fotožurnalismu“. V jeho díle se objevuje pouliční fotografie.

## Životopis

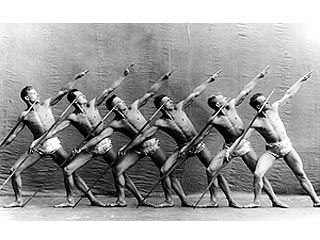
Karl Karlovič Bulla: Muži s kopími

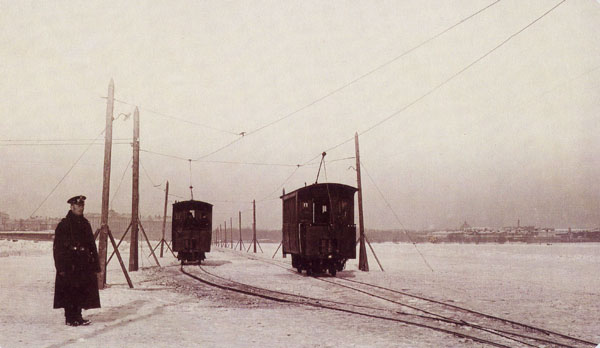
Tramvaj na zamrzlé řece Něvě

Narodil se v Hlubčicích v Pruském Slezsku. V 90. letech 19. století si založil v Petrohradu fotografickou agenturu a platí za jednoho ze zakladatelů ruské reportážní fotografie. Od roku 1916 Karl Bulla předal své fotografické dílo svým synům Alexandrovi a Viktorovi, a sám se vrátil na estonský ostrov Ösel (dnes Saaremaa). Tam také v roce 1929 zemřel. V domě, kde žil, později byla školy s knihovnou.
Dědictví Karla Bully obsahuje asi 230 000 fotografických negativů z období pozdního 19. a počátku 20. století.

## Fotostudio
V roce 1875 Karl Bulla otevřel své vlastní fotografické studio a od té doby začal pracovat jako profesionální fotograf. Deset let se věnoval portrétní fotografii.
V roce 1886 získal povolení Ministerstva vnitřních věcí „pro výrobu všech druhů fotografických prací mimo domov, například: na ulicích, domech a na místech v bezprostřední blízkosti Petrohradu“, který mu dovolil celou řadu let vytvářet pohlednice pro produkční tisk Světové poštovní unie.
V roce 1897 byly fotografie Karla Bully vytištěny v populárním časopise Niva. Od té doby se jeho jméno stalo známé v celé Ruské říši. V období 1906–1908 provozoval fotoateliér na Něvském prospektu 54 (před tím se jeho studio nacházelo jinde)..
V této místnosti je v současné době (2010) fotografický salon ve vlastnictví jiných majitelů – Nadace historické fotografie Karla Bully. Tato společnost provozuje malé muzeum a výstavy.
Bulla fotografoval všude a všechno: život rodiny cara i shromáždění protivládní inteligence, osobnosti hvězdného nebe i obyčejné dělníky, paláce i ubytovny pro bezdomovce, ale také exotické scény jako gay párty. Bulla byl členem redakční rady mnoha časopisů včetně populární Nivy. V desátých letech 20. století dosáhly roční příjmy firmy „Bulla a synové“ 250 000 rublů.

## Archiv
V roce 1935 syn Karla Bully Viktor Bulla daroval Ruskému státnímu archivu 132 683 negativů Bullových fotografií. Archiv rostl a nyní tvoří více než 200 000 negativů děl Karla Bully a jeho synů. Všechny fotografie v archivu jsou v kategorii volných děl a jsou oblíbeným zdrojem ilustrací života v Petrohradě.
V roce 2003 se uskutečnila velká výstava Bullových snímků u příležitosti oslav 300 let Petrohradu a 150. výročí narození Karla Bully (podle verze narození 1853). Lidé z Petrohradu umístili bronzovou sochu Karla Bully na ulici v blízkosti jeho bývalého studia.

## Vyznamenání
- rytíř Řádu rumunské koruny – 1901[16]
- Řád lva a slunce 1901, Persie[16]
- rytíř Řád italské koruny – 1909[16]
- rytíř Řádu polární hvězdy – 1909, Švédsko
- rytíř Řádu akademických palem – 1909, Francie
- Roku 1910 jmenován čestným občanem Petrohradu

## Galerie fotografií Karla Bully

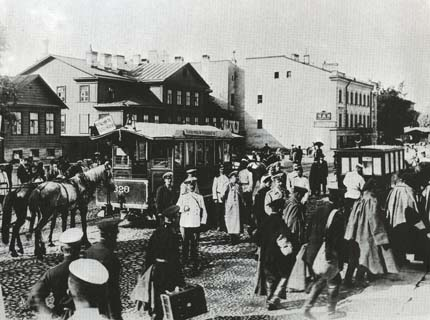
Pouliční scéna
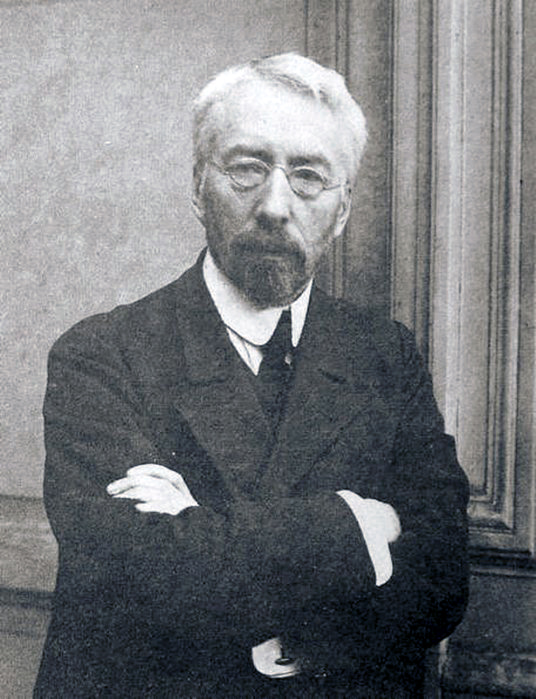
Vladimir Burcev, 1900
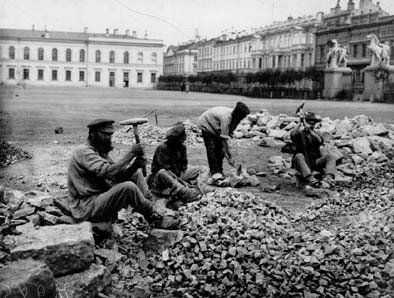
Kameníci při drcení štěrku, 1900
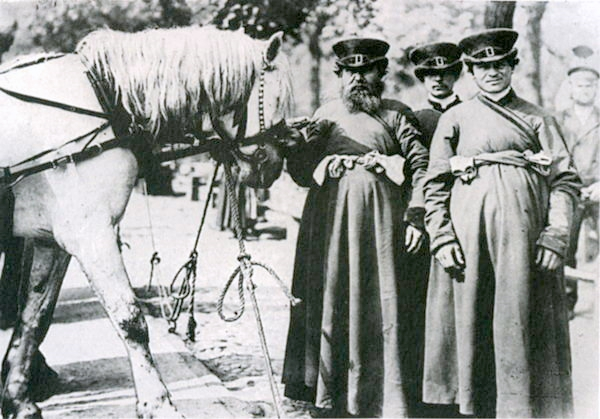
Taxikáři, 1902
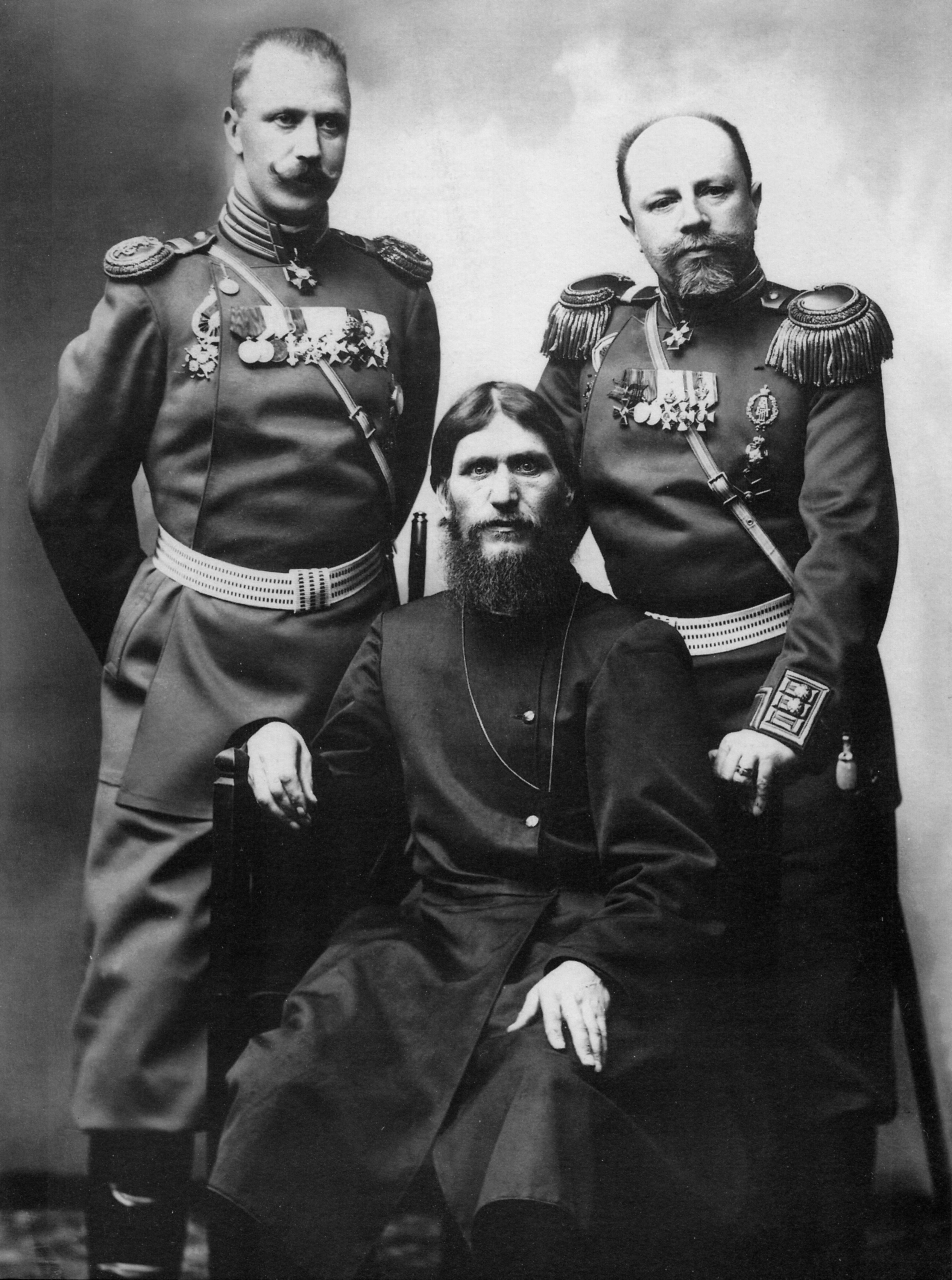
Grigorij Jefimovič Rasputin, generálmajor Jefim Vasiljevič Putjatin, Jurij Michajlovič Lotman, 1904
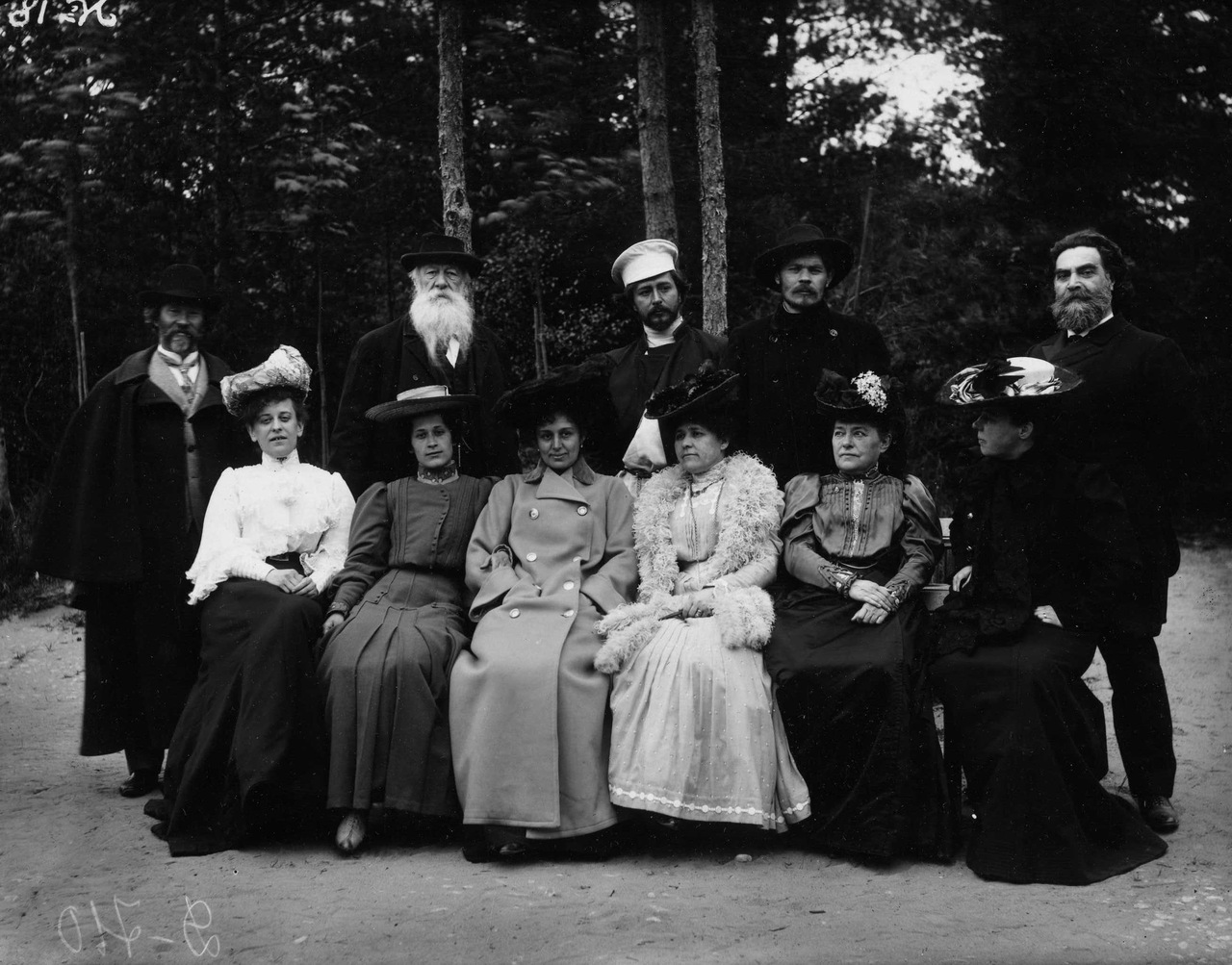
Ilja Jefimovič Repin, Vladimir Vasiljevič Stasov, Leonid Nikolajevič Andrejev, Maxim Gorkij a Ivan Tarchanov ve společnosti dam v Penatech, 1904
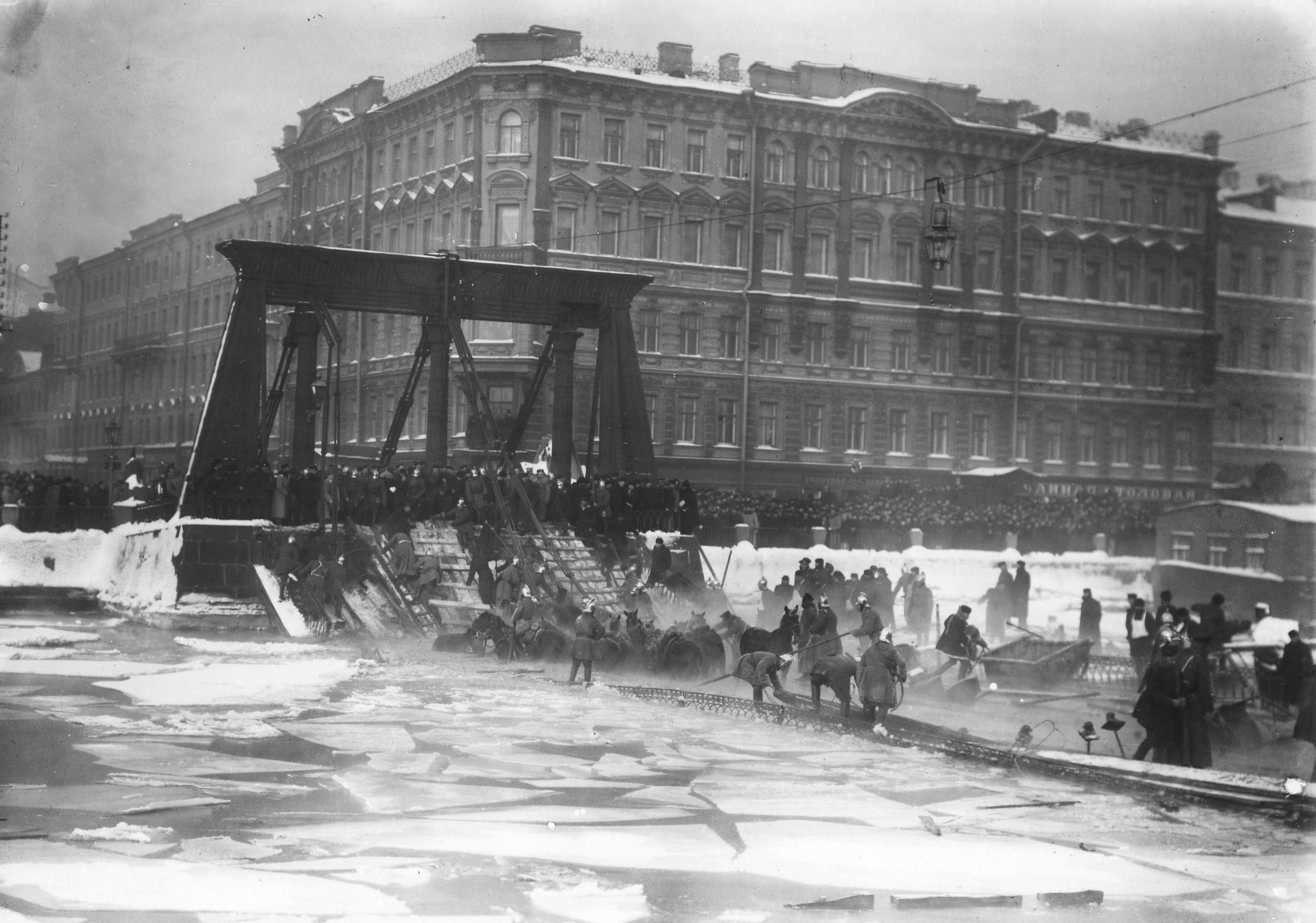
Spadlý Egyptský most v Petrohradu, 1905
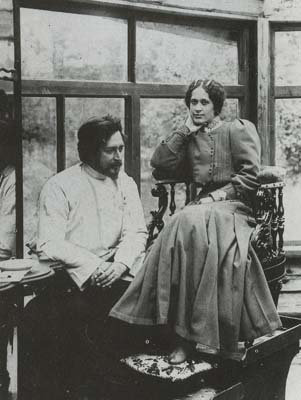
Leonid Nikolajevič Andrejev s manželkou Annou Andrejevnou, 1903
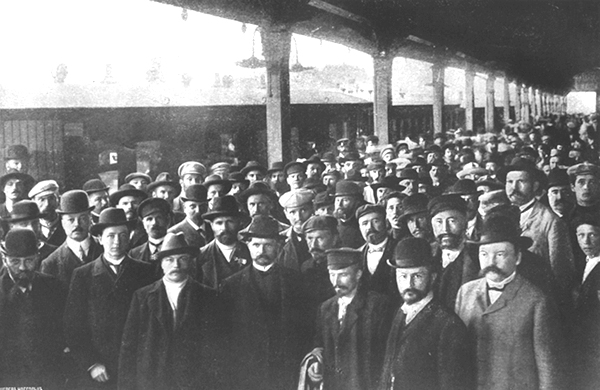
Členové rozpuštěné Dumy přicházejí do Vyborgu, 1906
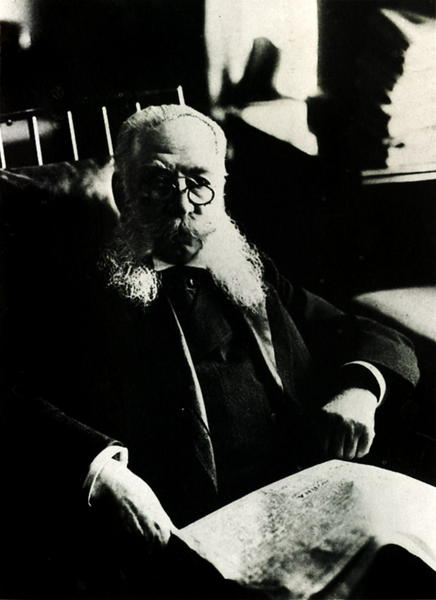
Předseda Rady ministrů Ivan Goremykin, 1906
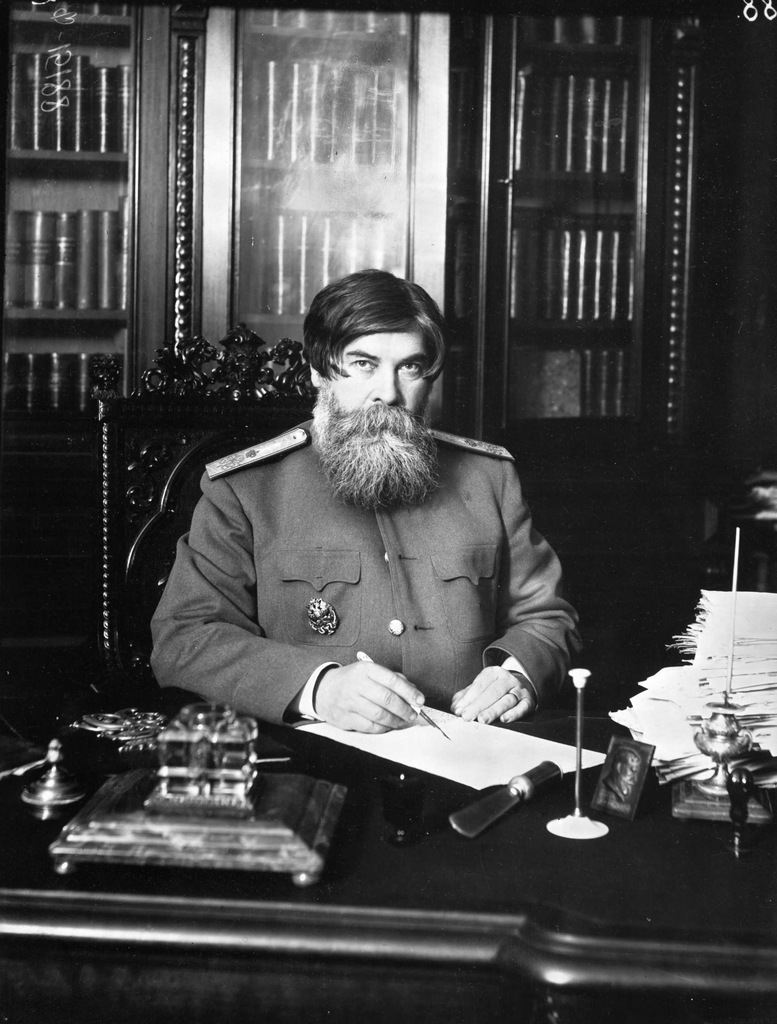
Vladimir Michajlovič Bechtěrev
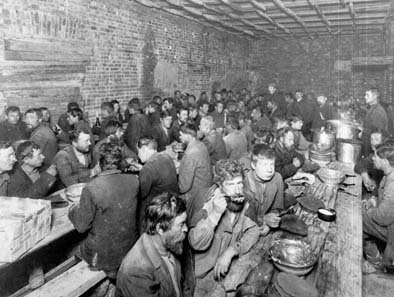
Jídelna (stolovaja) či polévkárna pro chudé, 1910
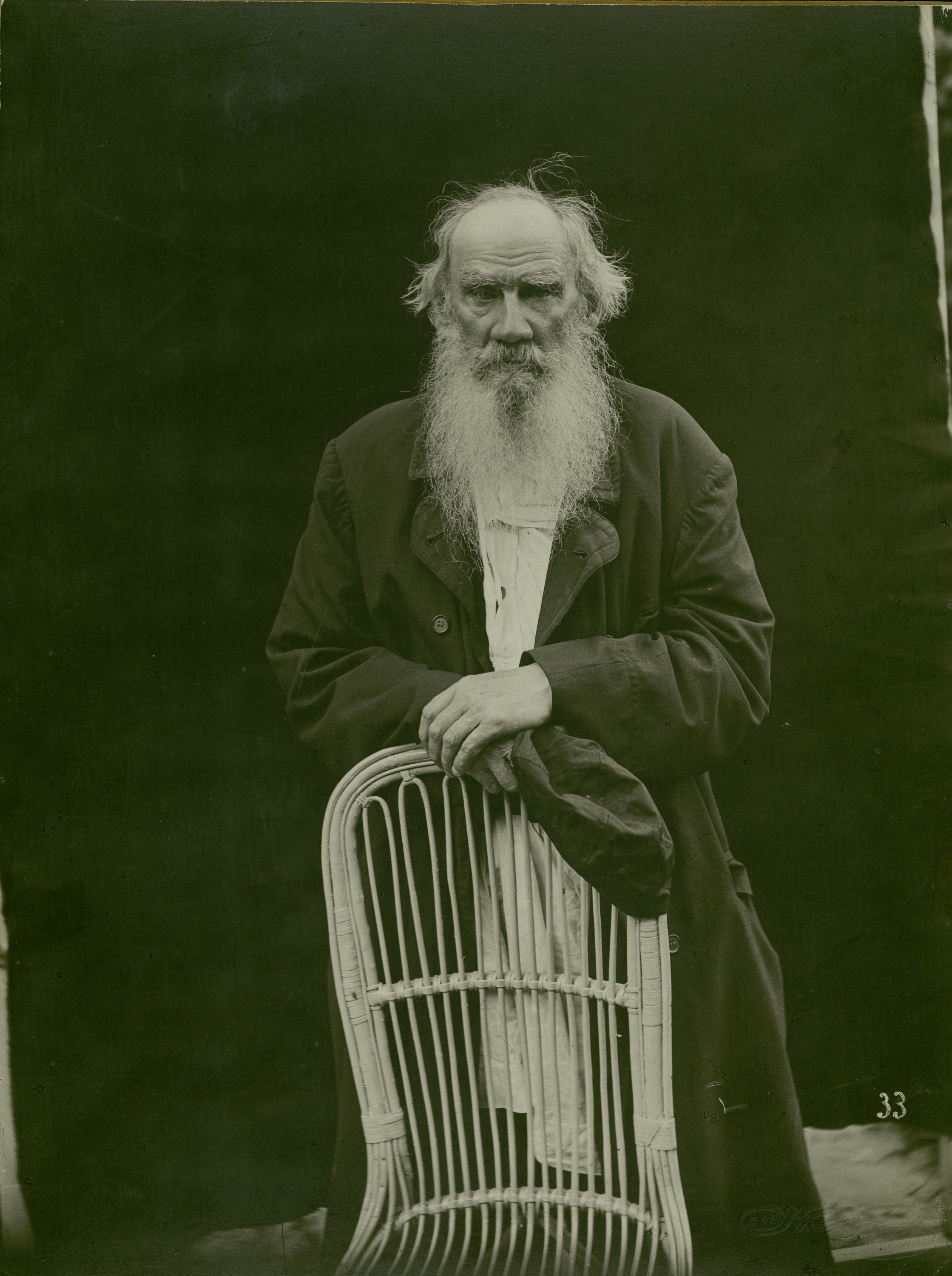
Lev Nikolajevič Tolstoj, 1902
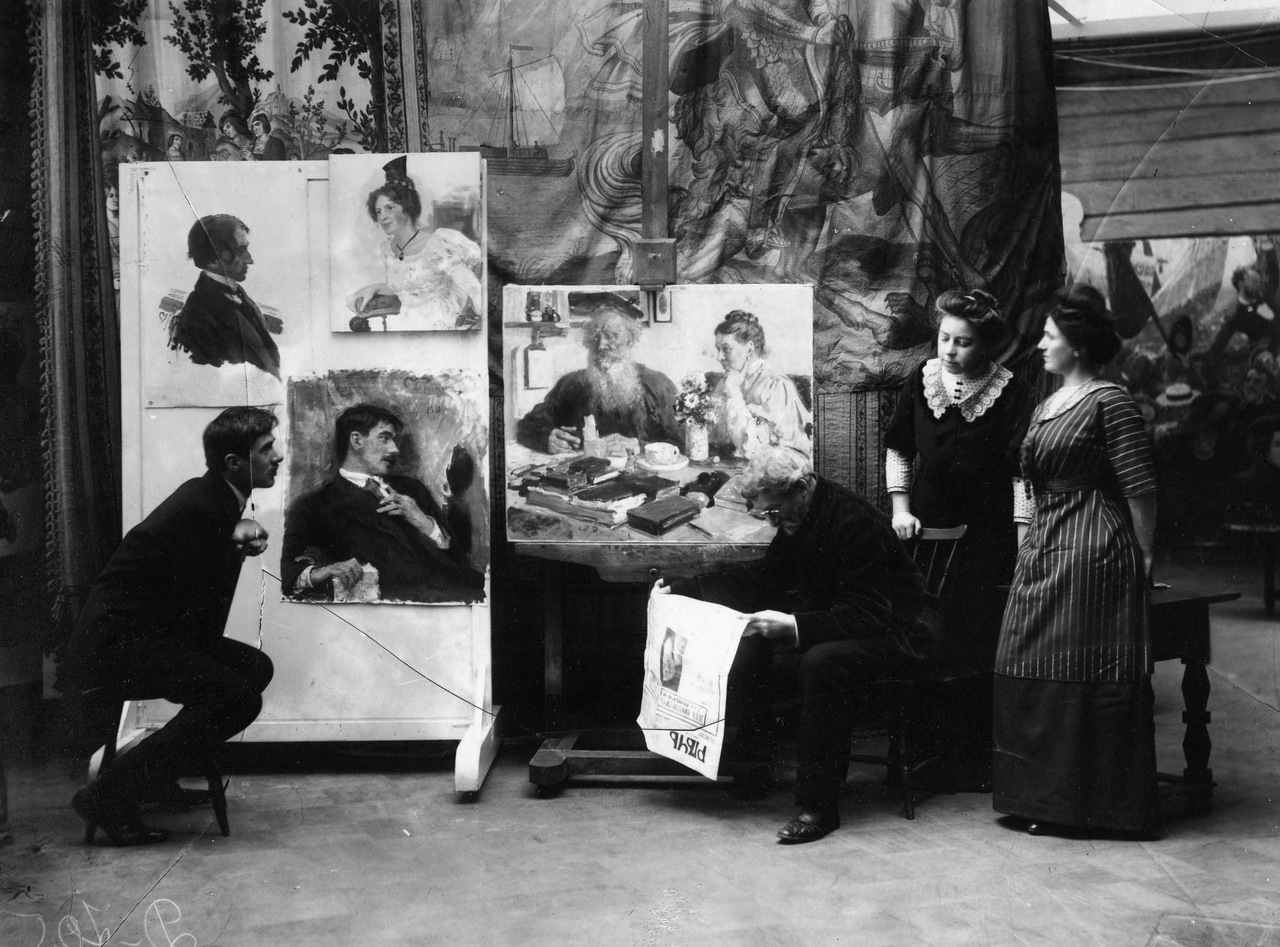
Ilja Repin čte zprávu o smrti L. N. Tolstého. Přihlíží mu Korněj Ivanovič Čukovskij, N. B. Nordman-Severová (manželka Repina). Kuokkala (dnes Repino), 1910
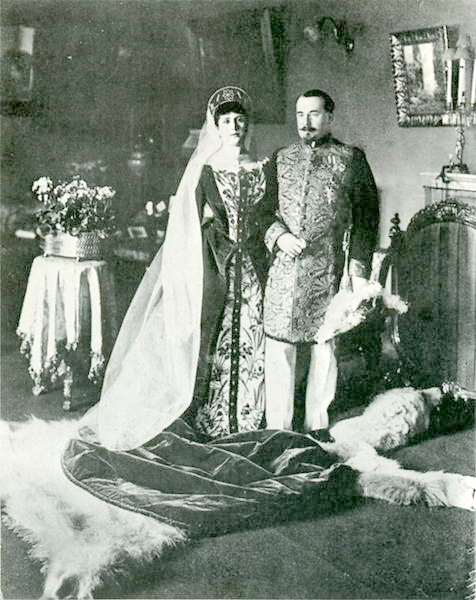
Komorník Sosnovskij s manželkou před odjezdem na slavnostní ples, 1913
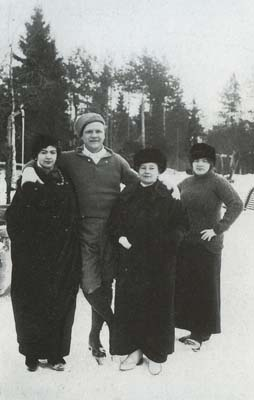
Fjodor Ivanovič Šaljapin s přáteli na hřišti, Kuokkala, 1914
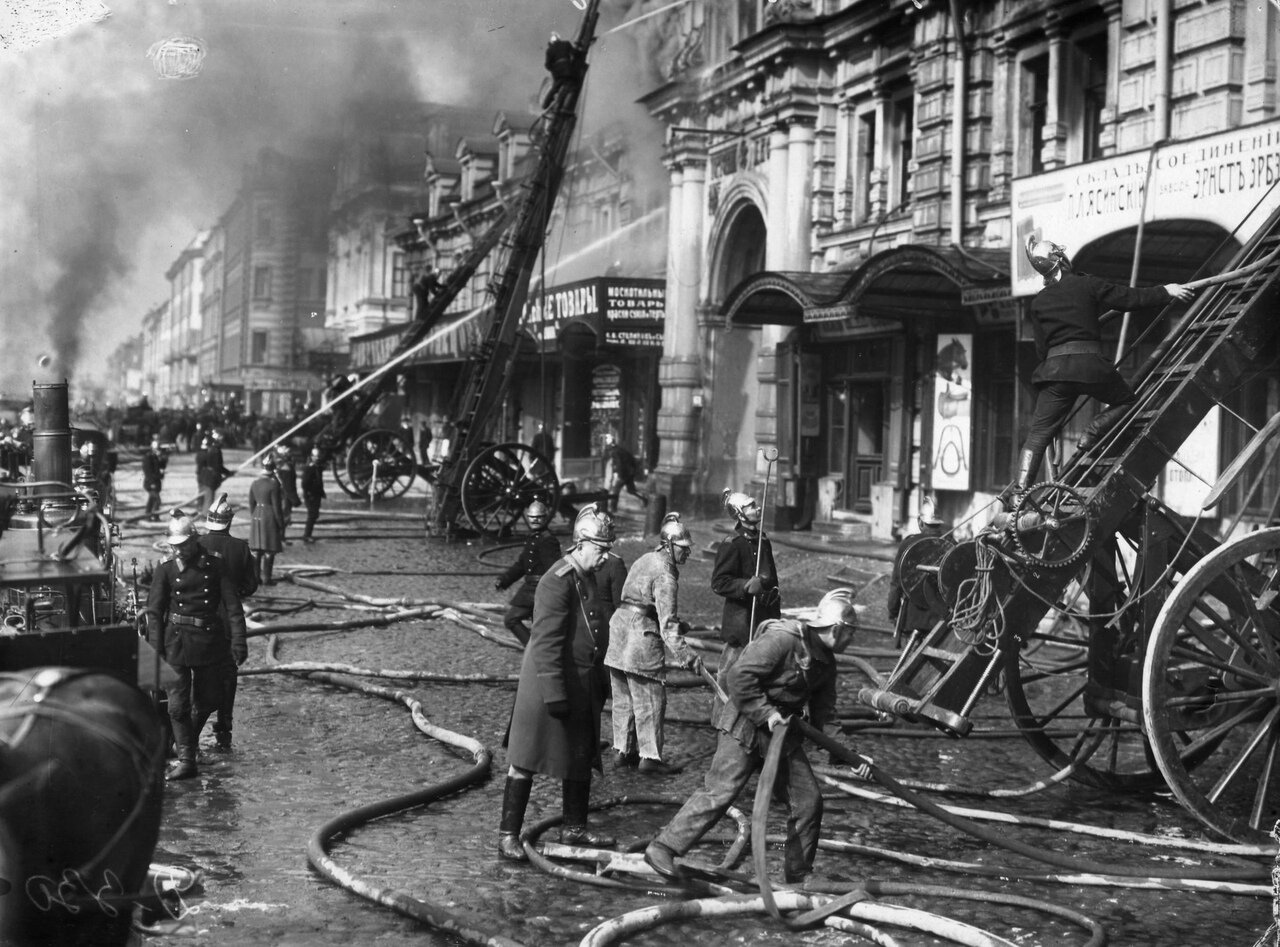
Apraksin dvůr v ohni, červenec 1914
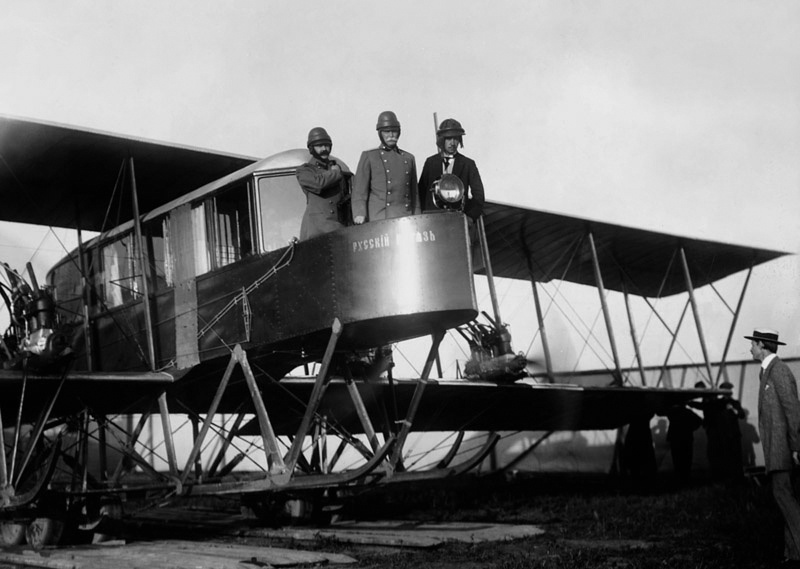
Piloti Igor Sikorskij, Geněr a Kaulbars v letadle Russkij viťaz, 1915
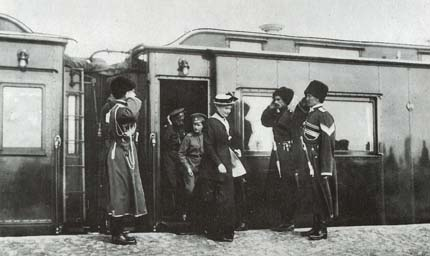
Car Mikuláš II., carevna Alexandra Fjodorovna a carevič Alexej Nikolajevič vystupují z vlaku při příjezdu do vojenského tábora, květen 1916
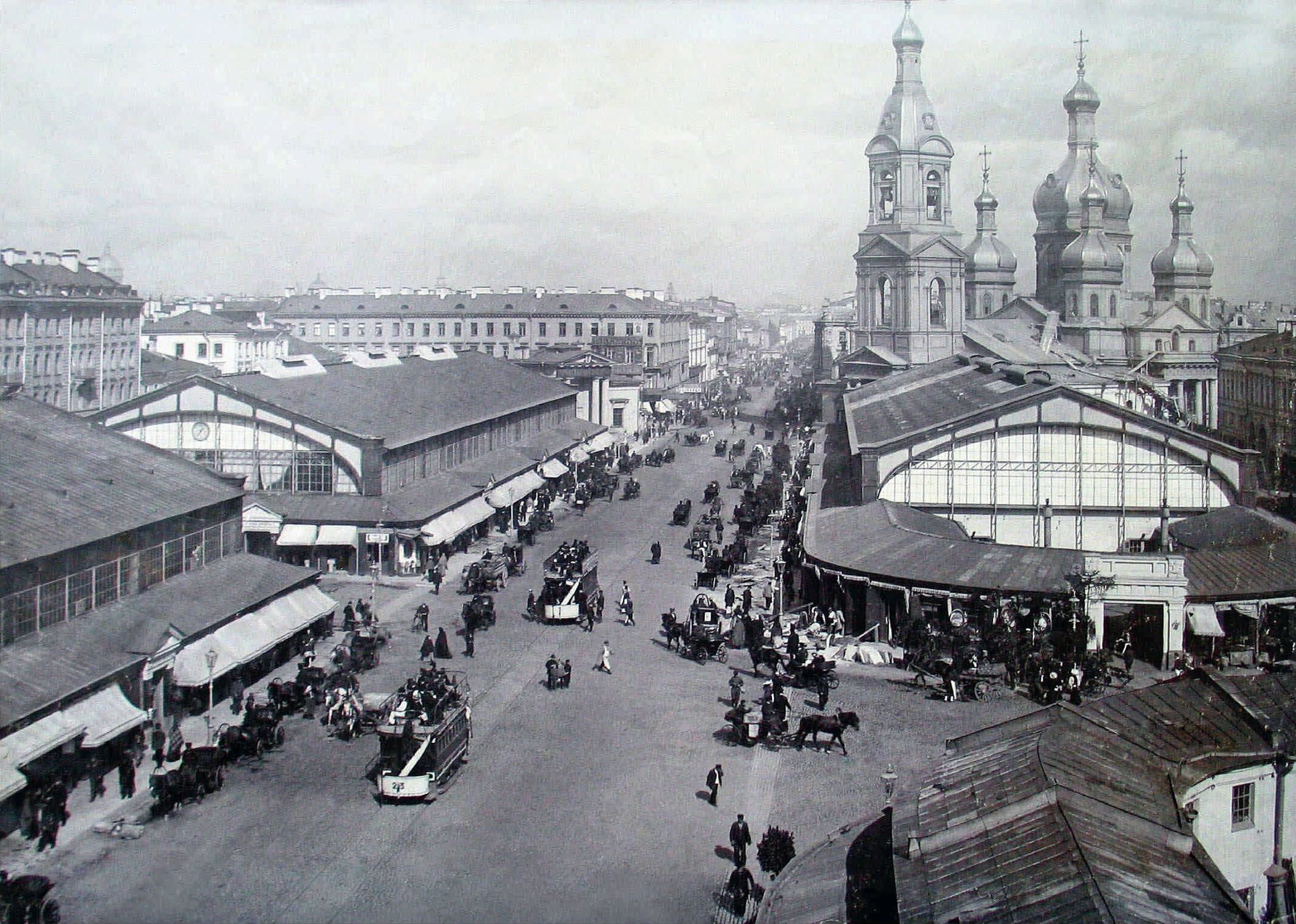
Senné náměstí, Petrohrad, 1900